# 张家口市宣化第一中学
宣化一中（英語：Xuanhua No.1 Middle School），全称张家口市宣化第一中学，始建于1902年，是河北省示范性高中。

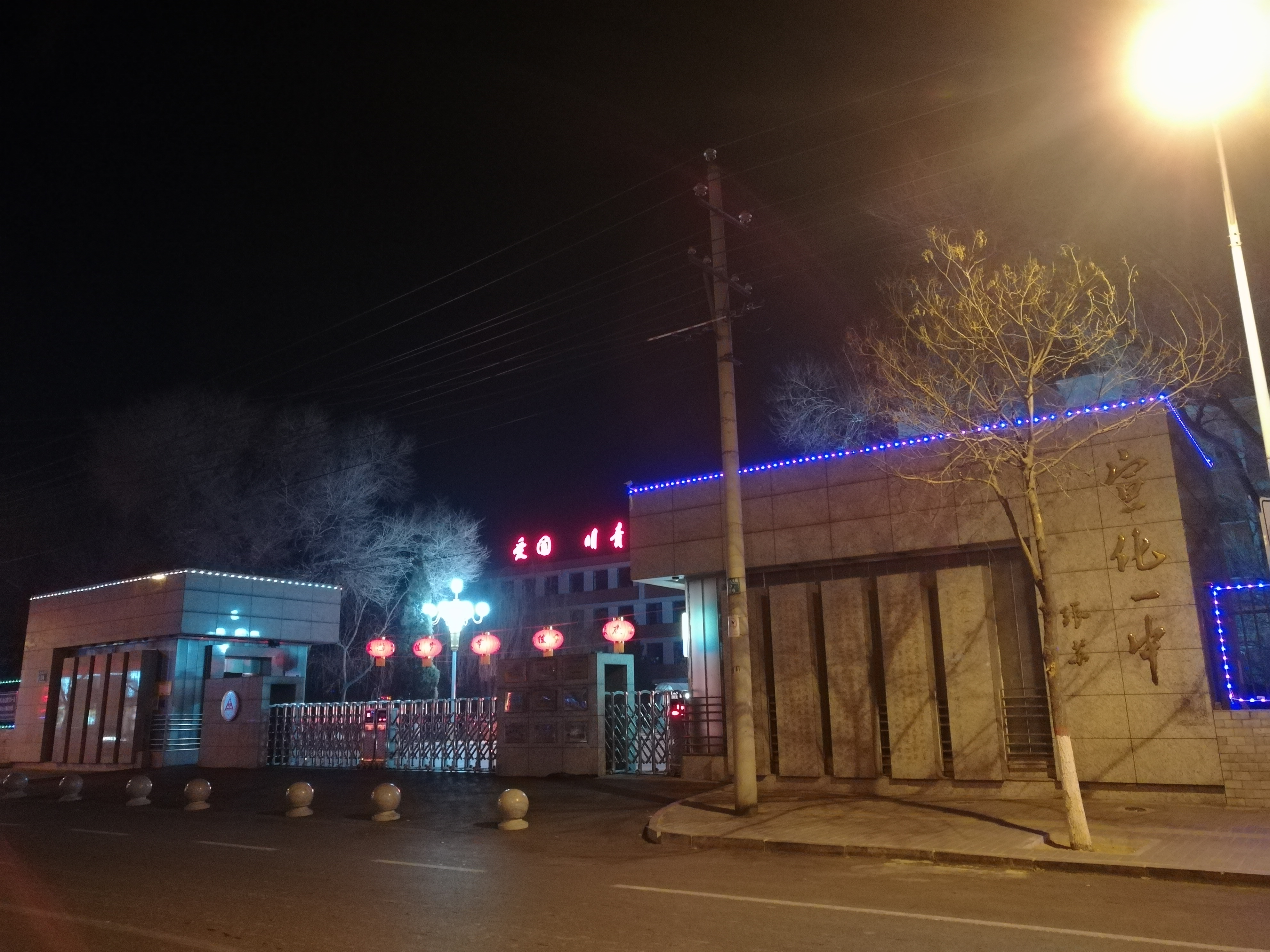
宣化一中正门夜景

## 概况
通常意义上的宣化一中实际由宣化一中和柳川中学共同组成。校区占地面积164亩，建筑面积116,200平米。学校历史较为悠久，始建于1902年，至今有110多年的历史。历史上学校曾因战事及社会动荡等因素多次停办，在文革结束后，学校于1978年重新开立，更名为宣化第一中学并沿用至今。

## 历史沿袭
光绪二十八年（1902年），宣化府尹王守坤于原柳川书院旧址上创办宣化府中学堂，是为中国最早一批创办的新式学堂之一。
1911年，李大本担任校长，对学堂进行了建设与改革，并将校址南迁至路南演箭所，万寿宫处，即现在位置。
民国元年（1912年），学堂改名为直隶省第十六中学校。是夏，他打破常规，招收了第一个女生班。他还积极革新旧的教学方法。惜未能成功。
1929年，宣府十县划归察哈尔省，学校更名为察哈尔省第二中学。
1932年，学校更名为察哈尔省立宣化中学校。
1937年，卢沟桥事变发生，随即日军侵入宣化，学校设施遭到焚毁，被迫停办。
1946年，学校恢复办理，更名为察哈尔省立宣化中学。
1953年，原察哈尔省被撤销，宣化市划归河北省管辖。学校更名为河北省宣化中学。
1956年，学校更名为宣化第一中学，被列为河北省重点中学。
1966年，中国大陆爆发文化大革命，学校曾被改称为“宣化机修厂”，“氮肥厂五七中学”。
1971年，改称张家口市第十九中学。
1978年，学校再次更名为宣化第一中学并沿用至今。
1986年，学校被评为“张家口市双文明单位”。
2001年，被确定为河北省首批示范性高中。
2002年，学校隆重举行建校一百周年庆祝活动。

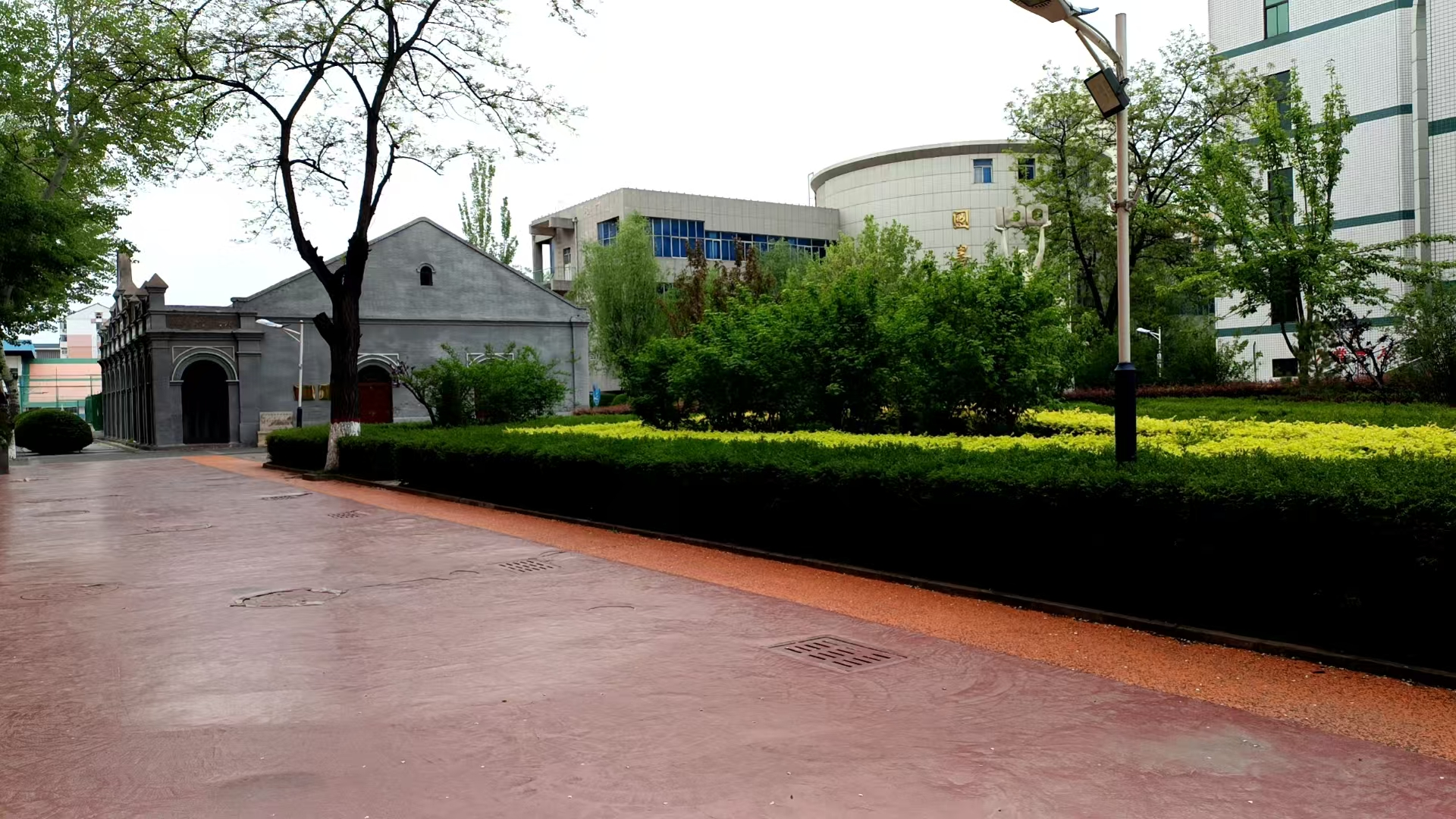
校园环境

2017年，学校启动“珠峰计划”。

## 地理位置
学校位于河北省张家口市宣化区，坐落于柳川河东侧，柳川书院旧址南侧，于鼓楼以西。现今的地址曾为清末八旗兵训练场所，抗日战争时期曾为日军司令部。

## 学校文物
直隶省立第十六中学校礼堂为李大本时期所修建，文革期间作为批斗“牛鬼蛇神”的牛棚，于20世纪八十年代重修，现为河北省级文物保护单位。2013年，在礼堂建成100周年之际，学校在其东侧建李大本雕像，以示纪念。

## 校友
- 康世恩（原中华人民共和国国务院副总理）
- 张苏（原中华人民共和国最高人民检察院副检察长）
- 武士敏（原中华民国国民革命军第九十八军军长）
- 文击（中华人民共和国炮兵少将）
- 林枫（1935年在宣化一中任教）
- 张宝义（原中华人民共和国河北省张家口市市长）
- 李泰棻：[7]国立北京大学及北京师范大学历史学教授，1925年任綏遠特別區教育厅厅长。武士敏的中学同学。李大钊就义后，无人敢出面料理后事，李泰棻毅然为其收尸入殓，买棺治丧。